# Pržno (Czechy)
Pržno – gmina w Czechach, w powiecie Vsetín, w kraju zlińskim. Według danych z dnia 1 stycznia 2012 liczyła 668 mieszkańców.